# Bazzania platycnema
Bazzania platycnema là một loài rêu tản trong họ Lepidoziaceae. Loài này được (Schwägr. ex Stephani) H.A. Mill. miêu tả khoa học lần đầu tiên năm 1960.